# Ramón Mayeregger
Ramón Mayeregger (5 marzo 1936) è un ex calciatore paraguaiano, di ruolo portiere.

## Carriera
Prese parte con la Nazionale paraguaiana ai Mondiali del 1958.